# عبد الستار صبري
عبد الستّار صبري عبد المجيد محمود (مواليد 19 يونيو 1974) لاعب كرة قدم مصري سابق في مركز خط الوسط ، وهو حاليًا المدرب المساعد في نادي الإنتاج الحربي.

## الألقاب والإنجازات

### المقاولون العرب
- كأس الكؤوس الأفريقية: 1996

### مصر
- كأس الأمم الأفريقية لكرة القدم: 1998 [2]

## روابط خارجية
- عبد الستار صبري على موقع الاتحاد الدولي (مؤرشف)  (الإنجليزية)
- عبد الستار صبري على موقع الاتحاد الأوربي (الإنجليزية)
- عبد الستار صبري على موقع قاعدة بيانات كرة القدم.إي يو (الإنجليزية)
- عبد الستار صبري على موقع ناشيونال فوتبول تيمز (الإنجليزية)
- عبد الستار صبري
- عبد الستار صبري